# Matthiola graminea
Matthiola graminea är en korsblommig växtart som beskrevs av Karl Heinz Rechinger. Matthiola graminea ingår i släktet lövkojor, och familjen korsblommiga växter. Inga underarter finns listade i Catalogue of Life.